# Trichepectasis rufescens
Trichepectasis rufescens är en skalbaggsart som beskrevs av Stefan von Breuning 1940. Trichepectasis rufescens ingår i släktet Trichepectasis och familjen långhorningar. Inga underarter finns listade i Catalogue of Life.